# Église du Sacré-Cœur de Janval
Pour les articles homonymes, voir Église du Sacré-Cœur.
L'église du Sacré-Cœur de Janval est une église paroissiale catholique située dans le quartier de Janval à Dieppe, en France. Ouverte au culte en 1926, elle est inscrite aux monuments historiques en 2002.

## Histoire
L'église est construite à l'initiative du sociologue Laborde-Noguez, au moment de l’extension du quartier populaire et ouvrier de Janval sur les hauteurs de Dieppe au début des années 1920. Un terrain est offert par une habitante, Mme Dufresne. C'est l'entrepreneur normand Georges Lanfry qui prend en charge les travaux et confie la réalisation de l'édifice à l'architecte dieppois Georges Feray, récent lauréat du prix de Rome, assisté de Louis Filliol.
La construction d'étend de 1924 à 1926.
L'église est inscrite aux monuments historiques le 29 avril 2002, en même temps que son mur de clôture et son presbytère.
Dans la nuit du 14 au 15 septembre 2014, l'abbé Claude Fauvel, qui vivait là depuis l'an 2000 et était âgé et malade, met fin à ses jours par pendaison dans le presbytère.

## Description
L'église est de style régionaliste et est bâtie sur une ossature en béton, recouverte de briques disposées en damier. Le plan intérieur est traditionnel avec une entrée principale en clocher-porche qui donne sur une nef de style néo-roman divisée en trois vaisseaux : un central et deux collatéraux. À leur suite se trouve un transept saillant, puis le chœur — sous lequel est aménagée une crypte, élément inspiré de l'architecture paléochrétienne — et une abside avec déambulatoire. Un petit cloître intérieur permet d'accéder à la sacristie.
Le clocher est surmonté d'une lanterne octogonale qui porte la flèche. Au sommet de cette dernière se trouvent deux symboles chrétiens : une croix latine et un cochet (« coq-girouette »).
La mosaïque du retable est l'œuvre de Jean Gaudin.
À côté se trouve le presbytère construit dans le même style architectural.